# Списък с епизоди на „Експериментът“
Това е списък с епизоди за научнофантастичния сериал „Експериментът“ с оригиналните дати на излъчване в САЩ и България.

## Сезонен обзор
| Сезон | Време на излъчване            | Премиера             | Финал             | ТВ Сезон    |
| ----- | ----------------------------- | -------------------- | ----------------- | ----------- |
| 1     | Вторник, 21:00                | 9 септември 2008 г.  | 12 май 2009 г.    | 2008 – 2009 |
| 2     | Четвъртък, 21:00              | 17 септември 2009 г. | 20 май 2010 г.    | 2009 – 2010 |
| 3     | Четвъртък, 21:00 Петък, 21:00 | 23 септември 2010 г. | 6 май 2011 г.     | 2010 – 2011 |
| 4     | Петък, 21:00                  | 23 септември 2011 г. | 11 май 2012 г.    | 2011 – 2012 |
| 5     | Петък                         | 28 септември 2012 г. | 18 януари 2013 г. | 2012 – 2013 |

## Сезон 1: 2008 – 2009
| Номер | Заглавие                            | Сценарист(и)                                                                   | Режисьор             | Първо излъчване в САЩ | Първо излъчване в България |
| --- | ----------------------------------- | ------------------------------------------------------------------------------ | -------------------- | --------------------- | -------------------------- |
| 1 (1 – 01) | Pilot                               | Джей Джей Ейбрамс, Алекс Кърцман и Роберто Орси                                | Алекс Грейвс         | 9 септември 2008 г.   | 10 и 14 декември 2009 г.   |
| След като международен полет 627 каца на летище Логан в Бостън, екипажът и пътниците на който са намерени мъртви от някаква мистериозна и ужасяваща „чума“, екип започва да проучва природата и източника на токсина, причинил това на екипажа. Когато партньорът на специален агент Оливия Дънам е заразен с този токсин, тя се добира до д-р Уолтър Бишъп, главен изследовател в областта на така наречената „крайна наука“, и отчуждения от него син Питър Бишъп, в опит да спасят живота му. Те намират човек, които им дава информация, благодарение на която намират лекарство срещу токсина, причинил това. В същото време научават, че тази масова зараза е част от експеримент и от нещо далеч по-голямо, наречено „Схемата“. Вече възстановеният партньор на Оливия я предава и се оказва замесен в „схемата“, както и с една от най-влиятелните компании в света – „Масив Дайнамик“, оглавявана от бившия съдружник на д-р Бишъп. |                                     |                                                                                |                      |                       |                            |
| 2 (1 – 02) | The Same Old Story                  | Джеф Пинкнър, Джей Джей Ейбрамс, Алекс Кърцман и Роберто Орси                  | Пол Едуардс          | 16 септември 2008 г.  | 15 декември 2009 г.        |
| Оливия заедно с Питър и Уолтър Бишъп разследват странната смърт на жена, която е родила повече от странно дете. Жената е била бременна само за час и въпреки това детето ѝ се ражда напълно развито. Дори повече от това – то достига 80-годишна възраст и умира от естествена смърт в диапазон от няколко минути. Оливия се допитва до Нина Шарп от „Масив Дайнамик“, за да разреши случая. |                                     |                                                                                |                      |                       |                            |
| 3 (1 – 03) | The Ghost Network                   | Дейвид Гудман и Джей Ар Орси                                                   | Фред Той             | 23 септември 2008 г.  | 21 декември 2009 г.        |
| В епизода се появява човек, който има видения от бъдещето. Той вижда ужасяващи атаки, извършвани от „схемата“, и отборът, воден от д-р Бишъп, с негова помощ се опитва да предотврати следващ ужасяващ инцидент и да залови виновниците. |                                     |                                                                                |                      |                       |                            |
| 4 (1 – 04) | The Arrival                         | Джей Джей Ейбрамс и Джеф Пинкнър                                               | Пол Едуардс          | 30 септември 2008 г.  | 22 декември 2009 г.        |
| Отборът разследва странен цилиндър, намерен в смъртоносна експлозия в застроената част на Ню Йорк. Въпреки че цилиндърът се е намирал в центъра на експлозията, той се оказва непокътнат. Оливия намира в това връзка с другите странни и обезпокоителни инциденти. |                                     |                                                                                |                      |                       |                            |
| 5 (1 – 05) | Power Hungry                        | Джейсън Кахил и Джулия Чо                                                      | Кристофър Мизиано    | 14 октомври 2008      | 23 декември 2009 г.        |
| Питър, Уолтър и Оливия се натъкват на още едно необикновено явление – човек, който има способността да контролира електричеството. През това време агент Дънам има сблъсък с друг тип проблем „с високо напрежение“, когато я връхлита спомен от миналото. Д-р Бишъп се обръща към пернатите си приятели и започва да събира домашни гълъби, които може би ще му помогнат да разнищи случая. |                                     |                                                                                |                      |                       |                            |
| 6 (1 – 06) | The Cure                            | Фелисия Д. Хендерсън и Брад Кейлъб Кейн                                        | Бил Ийгълс           | 21 октомври 2008 г.   | 24 декември 2009 г.        |
| Седмици след изчезването си жена с рядко заболяване се появява в предградията на Масачузетс и необяснимо защо причинява мъчителна болка и по-нататъшна смърт на хората, с които се сблъсква случайно. Докато отвратителният инцидент се разследва, се засичат и опасни нива на радиация, както и необичайни обстоятелства, забулващи случай с нелегално разпространение на наркотици, които може би са ключ и за нещо още по-злокобно от случай с жената. През това време Уолтър е обсебен от някакви бонбони, а Питър се спазарява с Нина Шарп. Разкрива се и поразяваща част от миналото на Оливия. |                                     |                                                                                |                      |                       |                            |
| 7 (1 – 07) | In Which We Meet Mr. Jones          | Джей Джей Ейбрамс и Джеф Пинкнър                                               | Брад Андерсън        | 11 ноември 2008 г.    | 28 декември 2009 г.        |
| Неизвестен дотогава смъртоносен паразит се установява във вътрешните органи на агент от ФБР. С живот, който е на ръба, и подозрения, че това е свързано със Схемата, агент Дънам отива в Германия, за да се срещне със затворник, който ѝ разкрива смущаваща информация за още по-голяма заплаха. През това време Питър и Уолтър решават да помогнат на Оливия, като влязат в съзнанието на мъртъв човек и измъкнат спомените му. |                                     |                                                                                |                      |                       |                            |
| 8 (1 – 08) | The Equation                        | Джей Ар Орси и Дейвид Гудман                                                   | Гуинет Хордър-Пейтън | 18 ноември 2008 г.    | 29 декември 2009 г.        |
| Млад и талантлив музикант е отвлечен от сериен похитител. Установява се, че редица странни светлини са се появили по време на отвличането. Уолтър се сеща за някакви негови записки в болница „Света Клер“, свързани с явлението. За изненада на Питър, Оливия окуражава учения да се върне обратно в болницата, за да ги вземе. Но желанието на Уолтър да помогне завършва с неприятни последици... |                                     |                                                                                |                      |                       |                            |
| 9 (1 – 09) | The Dreamscape                      | Зак Уедън и Джулия Чо                                                          | Фред Той             | 25 ноември 2008 г.    | 30 декември 2009 г.        |
| Работник от „Масив Дайнамик“ е толкова убеден, че е нападнат от пеперуди, че в опит да се предпази дори скача през прозореца и умира на място. Питър, Уолтър и Оливия са повикани, за да разследват станалото. Въпреки че необяснимата връзка на Оливия с агент Скот води до недомислици в разследването, тя е толкова отчаяна, защото не може да го изхвърли от съзнанието си, и е готова дори да се върне обратно в цистерната. През това време Питър разбира, че няколко стари познати са в Бостън, и не остава никак доволен. |                                     |                                                                                |                      |                       |                            |
| 10 (1 – 10) | Safe                                | Дейвид Гудман и Джейсън Кахил                                                  | Майкъл Зинбърг       | 2 декември 2008 г.    | 4 януари 2010 г.           |
| Агент Дънам разследва труп, открит в стената на банка. Оказва се, че той е член на екипа на Митчел Лоб, който използва технологията, придобита в The Equation, да планира и извърши серия от банкови обири, за да придобие уред за телепортиране, скрит от Уолтър в тях. Той успява да се сдобие с уреда и го използва да телепортира Дейвид Робърт Джоунс извън затвора в Германия. През това време планът на Масив Дайнамикс да съживи Джон Скот се натъква на проблем, когато те установяват, че важна част от паметта му е останала в Дънам, а Оливия открива, че тя обърква неговите спомени с нейните. Накрая Оливия е отвлечена в опита си да открие групата на Лоб. |                                     |                                                                                |                      |                       |                            |
| 11 (1 – 11) | Bound                               | Джеф Пинкнър, Джей Джей Ейбрамс, Алекс Кърцман и Роберто Орси                  | Фред Той             | 20 януари 2009 г.     | 5 януари 2010 г.           |
| Сандфорд Харис – неприятел на Оливия се заема с разследването на експерименталния отдел. Оливия на своя глава се заема с това да открие собствените си похитители. В същото време тя заедно с Уолтър и Питър разследват убийството на епидемиолог, който е убит от химикал, който създава нещо подобно на огромно едноклетъчно в стомаха му. Оливия успява да свърже с убийството агент Лоеб и намира доказателства, за да го изобличи. Оливия опитва да разбере от него защо е била отвлечена, но той ѝ казва, че е опитвал да я спаси. Сестрата на Оливия Рейчъл и идва на гости заедно с племенницата и Ела. |                                     |                                                                                |                      |                       |                            |
| 12 (1 – 12) | The No-Brainer                      | Дейвид Гудман и Брад Кейлъб Кейн                                               | Джон Полсън          | 27 януари 2009 г.     | 6 януари 2010 г.           |
| Триото се заемат с разследването на смъртта на тийнейджър и търговец на коли, чийто мозъци са втечнени, след като са гледали видео, изпратено до техните компютри. Всички жертви са свързани с компютърен програмист, който е изгубил работата си. Убиецът изпраща видеото и до Оливия, което за малко не убива племенницата ѝ Ела преди Оливия да го предотврати. В опитите си да залови престъпника тя нарушава заповедите на агент Харис и Бройлс поставя приятелството си с него на чертата, за да я защити. |                                     |                                                                                |                      |                       |                            |
| 13 (1 – 13) | The Transformation                  | Зак Уедън и Джей Ар Орси                                                       | Брад Андерсън        | 3 февруари 2009 г.    | 7 януари 2010 г.           |
| Разследване на борда на международен полет принуждава Оливия и Питър да преминат под прикритие. |                                     |                                                                                |                      |                       |                            |
| 14 (1 – 14) | Ability                             | Дейвид Гудман                                                                  | Норберто Барба       | 10 февруари 2009 г.   | 11 януари 2010 г.          |
| Германски следовател разследва бягството на Дейвид Робърт Джоунс и разпитва Оливия. Екипът разследва смъртни случи, при които жертвите остават обезобразени. |                                     |                                                                                |                      |                       |                            |
| 15 (1 – 15) | Inner Child                         | Брад Кейлъб Кейн и Джулия Чо                                                   | Фред Той             | 7 април 2009 г.       | 12 януари 2010 г.          |
| Загадъчно нямо момче е намерено да живее в подземия и се привързва към Оливия, когато нейният отряд се заема с разследването на случая. Докато момчето се адаптира към новата обстановка, Оливия разследва случай със сериен убиец, познат като „Художника“, който отново показва „творенията си“ пред широката публика. Водена от момчето, Оливия решава случая с помощта на странната му дарба да улавя емоциите на хората. След приключването на случая Оливия изпраща момчето в приемно семейсто зад гърба на ЦРУ, които искат да го вземат, за да го изследват. |                                     |                                                                                |                      |                       |                            |
| 16 (1 – 16) | Unleashed                           | Зак Уедън и Джей Ар Орси                                                       | Брад Андерсън        | 14 април 2009 г.      | 13 януари 2010 г.          |
| Когато активисти в защита на правата нахлуват в лаборатория, заедно с останалите животни пускат на свобода и генетично създадено хибридно животно с невероятен апетит. Уолтър заподозрява, че може би неговите изследвания в областта са помогнали за създаването му. Съществото оставя множество ларви в телата на жертвите си, ужилвайки ги. След като Чарли се сблъсква с него и бива ужилен, Fringe екипът, воден от Оливия, се впуска в преследването му, за да вземе кръв от него, която ще помогне за спасяването не Чарли. Оливия разкрива произхода на съществото и това, че е създаден от труда на Уолтър, но въпреки това не лично от него, който на своя глава рискува живота си в залавянето на съществото и в крайна сметка успява да го залови и спаси Чарли. |                                     |                                                                                |                      |                       |                            |
| 17 (1 – 17) | Bad Dreams                          | Акива Голдсман                                                                 | Акива Голдсман       | 21 април 2009 г.      | 14 януари 2010 г.          |
| Оливия сънува себе си да извършва престъпления в различни точки от страната и екипът ѝ открива, че докато никой не знае за инцидентите, те са се случили точно така както Оливия ги е видяла в съня си. Екипът открива мъж също подлаган на „Кортексифан“, оказващ се нейното „приятелче“ по време на експериментите с лекарството, който въздейства на околните с емоциите си, прехвърляйки ги на тях. Докато Оливия не помни за тези експерименти, той си я спомня много добре и я нарича „Олив“. Тя го ранява не смъртоносно, предотвратявайки самоубийството му заедно с голяма група, повлияна от чувствата му, след което е поставен в наркотична кома, за да задържи емоциите му. Уолтър открива касета от експериментите над Оливия, на която се чува неговият глас освен този на д-р Бел, докато се опитват да овладеят Оливия, която е разстроена и е причинила доста големи щети на оборудването в стаята, в която се намира.     |                                     |                                                                                |                      |                       |                            |
| 18 (1 – 18) | Midnight                            | Джей Ейч Уайман и Андрю Крайсбърг                                              | Боби Рот             | 28 април 2009 г.      | 18 януари 2010 г.          |
| Ужасни обезобразени тела, с изцеден докрай гръбначен мозък започват да се появяват по малките часове в Бостън. Разследването стига до учен, принуден да сътрудничи на УНТ – биотерористична групировка. Оливия се заема да помогне на сестра си с развода. Уолтър се чувства насърчен от разговорите с колегата учен, докато търсят лекарство – но и също толкова обезсърчен от мисълта за момента, в който неговите завети ще бъдат открити. |                                     |                                                                                |                      |                       |                            |
| 19 (1 – 19) | The Road Not Taken                  | Джеф Пинкнър и Джей Ар Орси (сценарий) Акива Голдсман (сюжет)                  | Фред Той             | 5 май 2009 г.         | 20 януари 2010 г.          |
| Има опасност Оливия да загуби представа за реалността, след като получава осезаеми видения по време на работа. Докато се води разследване на обезпокоителни неволни инциденти на самозапалване, става ясно, че с тези хора е провеждан експеримент в детството, който ги превръща в човешки оръжия в зряла възраст. Санфорд Харис, Нина Шарп и Наблюдателя разкриват нови пластове от тяхното участие. |                                     |                                                                                |                      |                       |                            |
| 20 (1 – 20) | There's More Than One of Everything | Джеф Пинкнър и Джей Ейч Уайман (сценарий) Акива Голдсман и Брайън Бърк (сюжет) | Брад Андерсън        | 12 май 2009 г.        | 21 януари 2010 г.          |
| Събитията протичат бързо от момента, в който Дейвид Робърт Джоунс открива „слабото място“. Уолтър изчезва само за да успее да се върне с необходимото ключово оборудване в последната минута. Случилото се с малкия Питър отстранява всички подозрения относно Бишъп. Оливия преживява уникална промяна на реалностите, докато търси илюзорния Уилям Бел. |                                     |                                                                                |                      |                       |                            |

## Сезон 2: 2009 – 2010
Епизод 11 Unearthed е заснет по време на излъчването на първи сезон, но така и не бива излъчен през сезона. FOX пускат епизода като част от втори сезон, въпреки видимите признаци на непринаджленост (присъствието на агент Франсис, външния вид на някои герои). В DVD-то на сезона епизодът е включен в последното DVD като част от допълнителните материали.
| Номер | Заглавие                               | Сценарист(и) | Режисьор        | Първо излъчване в САЩ | Първо излъчване в България |
| --- | -------------------------------------- | --- | --------------- | --------------------- | -------------------------- |
| 21 (2 – 01) | A New Day in the Old Town              | Джей Джей Ейбрамс и Акива Голдсман                                                                                         | Акива Голдсман  | 17 септември 2009 г.  | 16 ноември 2011 г.         |
| |                                        | |                 |                       |                            |
| 22 (2 – 02) | Night of Desirable Objects             | Джеф Пинкнър и Джей Ейч Уайман                                                                                             | Брад Андерсън   | 24 септември 2009 г.  | 17 ноември 2011 г.         |
| |                                        | |                 |                       |                            |
| 23 (2 – 03) | Fracture                               | Дейвид Уилкокс | Брайън Спайсър  | 1 октомври 2009 г.    | 18 ноември 2011 г.         |
| |                                        | |                 |                       |                            |
| 24 (2 – 04) | Momentum Deferred                      | Ашли Милър и Зак Стенц | Джо Чапъл       | 8 октомври 2009 г.    | 21 ноември 2011 г.         |
| |                                        | |                 |                       |                            |
| 25 (2 – 05) | Dream Logic                            | Джо Сингър | Пол Едуардс     | 15 октомври 2009 г.   | 24 ноември 2011 г.         |
| |                                        | |                 |                       |                            |
| 26 (2 – 06) | Earthling                              | Дж. Уайман и Джеф Влейминг                                                                                                 | Джон Касър      | 5 ноември 2009 г.     | 25 ноември 2011 г.         |
| Експерименталният отдел ще поеме разследване на случай, при който жертвите по необясним начин са разделени на „съставни части“. Този тъмен случай ще хвърли светлина около миналото на Филип Бройлс и ще отведе отдела до непозната за тях експериментална наука. |                                        | |                 |                       |                            |
| 27 (2 – 07) | Of Human Action                        | Глен Уитман и Робърт Чапета                                                                                                | Джо Чапъл       | 12 ноември 2009 г.    | 28 ноември 2011 г.         |
| Когато в Ню Йорк едно отвличане се превръща бързо в заложническа ситуация, местните власти се приближават до заподозрения само за да разберат, че непозната сила има опияняващо действие. Разследването и мистерията достигат непредсказуеми пропорции, когато екипът открива връзки между Масив Дайнамик и отвличането. |                                        | |                 |                       |                            |
| 28 (2 – 08) | August                                 | Джей Ейч Уайман и Джеф Пинкнър                                                                                             | Брад Андерсън   | 19 ноември 2009 г.    | 2 декември 2011 г.         |
| Странно похищение, случило се в Бостън, отвежда екипа до откриването на факти за мистериозния мъж, известен още като Наблюдателя. Докато този странен случай заема главна роля, Уолтър, Питър и Астрид отиват в лабораторията, за да анализират необичайните доказателства. |                                        | |                 |                       |                            |
| 29 (2 – 09) | Snakehead                              | Дейвид Уилкокс | Пол Халахан     | 3 декември 2009 г.    | 5 декември 2011 г.         |
| |                                        | |                 |                       |                            |
| 30 (2 – 10) | Grey Matters                           | Ашли Милър и Зак Стенц | Джийнът Шварц   | 10 декември 2009 г.   | 8 декември 2011 г.         |
| |                                        | |                 |                       |                            |
| 31 (2 – 11) | Unearthed                              | Дейвид Гудман и Андрю Крайсбърг                                                                                            | Фредерик Той    | 11 януари 2010 г.     | 23 декември 2011 г.        |
| |                                        | |                 |                       |                            |
| 32 (2 – 12) | Johari Window                          | Джош Сингър | Джо Чапъл       | 14 януари 2010 г.     | 9 декември 2011 г.         |
| |                                        | |                 |                       |                            |
| 33 (2 – 13) | What Lies Below                        | Джеф Влейминг | Дарън Сарафиан  | 21 януари 2010 г.     | 12 декември 2011 г.        |
| |                                        | |                 |                       |                            |
| 34 (2 – 14) | The Bishop Revival                     | Глен Уитман и Робърт Чапета                                                                                                | Адам Дейвидсън  | 28 януари 2010 г.     | 16 декември 2011 г.        |
| |                                        | |                 |                       |                            |
| 35 (2 – 15) | Jacksonville                           | Ашли Милър и Зак Стенц | Чарлс Бийсън    | 4 февруари 2010 г.    | 19 декември 2011 г.        |
| |                                        | |                 |                       |                            |
| 36 (2 – 16) | Peter                                  | Джеф Пинкнър, Джей Ейч Уайман и Джош Сингър (сценарий) Джей Ейч Уайман, Джеф Пинкнър, Акива Голдсман и Джош Сингър (сюжет) | Дейвид Стрейтън | 1 април 2010 г.       | 20 декември 2011 г.        |
| |                                        | |                 |                       |                            |
| 37 (2 – 17) | Olivia. In the Lab. With the Revolver. | Матю Питс | Брад Андерсън   | 8 април 2010 г.       | 21 декември 2011 г.        |
| |                                        | |                 |                       |                            |
| 38 (2 – 18) | White Tulip                            | Джей Ейч Уайман и Джеф Влейминг                                                                                            | Томас Яцко      | 15 април 2010 г.      | 22 декември 2011 г.        |
| |                                        | |                 |                       |                            |
| 39 (2 – 19) | The Man from the Other Side            | Джош Сингър и Итън Грос | Джефри Хънт     | 22 април 2010 г.      | 26 декември 2011 г.        |
| Екипът разследва смъртта на двама тийнейджъри, използвани от шейпшифтъри, същевременно откривайки ембрион, който ражда такива. Нютон създава вибрации в краищата на въображаем равностранен триъгълник, разположен върху града. В центъра му – мост над река – той иска да вземе нещо от паралелната вселена и се възползва от факта, че в 15:31 двете вселени са в синхрон и преминаването е по-лесно. Уолтър разбира начина, защото така преди години с Уилиям Бел са пренесли кола в другата вселена. Той създава програма, която да спре прехвърлянето, но точно когато е нужна, тя се поврежда. Питър остава, за да я поправи, въпреки огромната опасност да бъде убит от вълните на устройството на Нютон. В крайна сметка Питър оцелява и спира процеса. След кратък размисъл върху това, че той и човекът, който е идвал от другата вселена, са останали незасегнати, а друг агент на ФБР е умрял от вълните, той разбира, че не принадлежи в тази вселена и изчезва. |                                        | |                 |                       |                            |
| 40 (2 – 20) | Brown Betty                            | Джеф Пинкнър, Джей Ейч Уайман и Акива Голдсман                                                                             | Сейт Ман        | 29 април 2010 г.      | 27 декември 2011 г.        |
| |                                        | |                 |                       |                            |
| 41 (2 – 21) | Northwest Passage                      | Ашли Едуард Милар, Зак Стенц, Нора Зекерман и Лила Зекерман                                                                | Джо Чапъл       | 6 май 2010 г.         | 28 декември 2011 г.        |
| |                                        | |                 |                       |                            |
| 42 (2 – 22) | Over There: Part 1                     | Джеф Пинкнър и Джей Ейч Уайман                                                                                             | Акива Голдсман  | 13 май 2010 г.        | 29 декември 2011 г.        |
| |                                        | |                 |                       |                            |
| 43 (2 – 23) | Over There: Part 2                     | Джеф Пинкнър и Джей Ейч Уайман                                                                                             | Акива Голдсман  | 20 май 2010 г.        | 30 декември 2011 г.        |
| |                                        | |                 |                       |                            |

## Сезон 3: 2010 – 2011
| Номер | Заглавие                                  | Сценарист(и)                                                                                     | Режисьор        | Първо излъчване в САЩ | Първо излъчване в България |
| --- | ----------------------------------------- | ------------------------------------------------------------------------------------------------ | --------------- | --------------------- | -------------------------- |
| 44 (3 – 01) | Olivia                                    | Джей Ейч Уайман и Джеф Пинкнър                                                                   | Джо Чапъл       | 23 септември 2010 г.  | 31 юли 2012 г.             |
| Действието се развива почти изцяло в алтернативната вселена. След като Оливия от нашата вселена остана в алтернативната вселена, тя е подложена на медицински процедури, с цел да подменят нейните спомени, с тези на алтернативната Оливия. По време на една от процедурите, тя успява да избяга, но не за дълго. Принуждава шофьор на такси на име Хенри да я закара до операта, за да се прибере. Но закъснява за малко и операта вече е под карантина. Постепенно медикаментите започват да действат на паметта ѝ и тя се прибира в къщата при майка си. След това нейните спомени се променят напълно и тя ще се присъедини към Алтернативния екип на „Експериментът“. Но шофьорът на таксито вижда това. През това време Питър и Уолтър Бишъп в нашата вселена не знаят, че Оливия до тях е алтернативната (наречена още Боливия). |                                           |                                                                                                  |                 |                       |                            |
| 45 (3 – 02) | The Box                                   | Джош Сингър и Греъм Роланд                                                                       | Джефри Хънт     | 30 септември 2010 г.  | 1 август 2012 г.           |
| Действието се развива в нашата вселена. Наемници на Нютон търсят и намират кутия. След като я намират, те я отварят, но това причинява смъртта им. Един обаче оцелява, защото е глух и взима кутията със себе си. Уолтър и Нина Шарп се срещат в Масив Дайнамик, за да получат завещание от д-р Уилям Бел и там др. Бишъп получава ключ от сейф. Боливия (алтернативната Оливия) започва да търси кутията сама като не взима със себе си Питър. Глухият разбира, че тя е представител на властите и се свързва с нея, за да предаде кутията. След това Нютон носи кутията на една станция на метрото и я оставя там. Екипът е повикан на мястото. Междувременно Уолтър разбира, че кутията причинява смъртта като създава специфичен звук. Питър решава да прибере кутията и когато я вижда разбира, че това е част от оръжието от Алтернативната вселена. Уолтър Бишъп проверява какво има в сейфа и разбира, че Уилям Бел му е оставил Масив Динамик. В края на епизода Боливия отива в стаята с пишещата машина, за да контактува с алтернативната вселена и докладва, че Питър е започнал работа по проекта. Получава заповед да започне да обработва Д-р Бишъп. |                                           |                                                                                                  |                 |                       |                            |
| 46 (3 – 03) | The Plateau                               | Алисън Шапкър и Моника Оусу-Брийн                                                                | Брад Андерсън   | 7 октомври 2010 г.    | 2 август 2012 г.           |
| Действието се развива в алтернативната вселена. Уолтърнат разказва на Бройлс защо са променили спомените на агент Дънам и са я приобщили към отдела. Тя има способност да прескача между вселените без опасни последствия и той иска да разбере тази нейна способност, за да спечели войната. Екипът разследва поредица от инциденти, които нарушават статистическите закони. На мястото на единия инцидент Оливия Дънам вижда Питър Бишъп, но това е само халюцинация. На мястото на инцидентите намират мастилени химикалки, каквито отдавна не се използват в алтернативната вселена. Скрали (алтернативният Чарли Франсис) споделя с техния партньор от „Експериментът“, че се съмнява в Оливия. Той мисли, че Оливия може наистина да е от другата вселена. При следващия инцидент Оливия вижда гения, който прави сложни изчисления, предвижда бъдещето и причинява инцидентите. След като научават кой е той, тя и агент Франсис тръгват по следите му, но той е изчислил как да подмами Оливия и тя да бъде убита. Това обаче не се случва и той е заловен, защото тя нарушава един от протоколите в алтернативната вселена. Това е забелязано от Чарли. В края на епизода тя отново халюцинира Питър, който ѝ обяснява, че тя е нарушила протокола, защото всъщност не е от този свят (алтернативния). Уолтърнат отива в лабораторията на учените, които се занимават с Оливия и нарежда да я вкарат резервоар с вода като по този начин той очаква, че ще разбере найните способности. В разговора Уолтърнат казва, че той „все още е учен, но има много по-голяма лаборатория“. |                                           |                                                                                                  |                 |                       |                            |
| 47 (3 – 04) | Do Shapeshifters Dream of Electric Sheep? | Дейвид Уилкокс и Матю Питс                                                                       | Кен Финк        | 14 октомври 2010 г.   | 3 август 2012 г.           |
| Действието се развива в нашата вселена. Щатски сенотор претърпява катастрофа и е приет в болница. Нютон отива в болницата да прибере сенетора, защото той е от сменящите формата си, но не успява. Тялото на сенатора е закарано в Масив Динамик и там др. Бишъп прави опити да изкара информация от него. Междувременно Питър говори с Боливия и ѝ казва, че е забелязал промяна в нейното поведение след като са се върнали от алтернативната вселена. Когато разбира за опитите на Уолтър, Боливия се свързва с Нютон и му нарежда да довърши работата. Той дава задача на друг шейпшифтър да проникне в Масив Динамик и да прибере дискът с паметта от тялото на сенатора. Работата е свършена, но от ФБР го проследяват. Той не си сменя формата, защото е развил чувства към семейството, в което е внедрен. Когато разбира това Нютон го убива и прибира диска с паметта. Точно в този момент пристигат Питър и Боливия и започват преследване, след което залавят Нютон, а Боливия тайно прибира дискът с паметта. След това Боливия посещава Нютон в затвора и му носи технология, за да се самоунищожи. В края на епизода Боливия решава да премине в по-интимни отношения с Питър, за да не бъде разкрита. |                                           |                                                                                                  |                 |                       |                            |
| 48 (3 – 05) | Amber 31422                               | Джош Сингър и Итън Грос                                                                          | Дейвид Стрейтън | 4 ноември 2010 г.     | 6 август 2012 г.           |
| Действието се развива в алтернативната вселена. Екипът разследва пробив в сиггурността на карантинна зона, след като разбират, че някой е успял да извади човек от кехлибара. Уолтърнат разкрива на Бройлс, че хората попаднали в тези зони са живи, но не може да се позволи изваждането им, защото ще се наруши структурната цялост на кехлибара. Уолтърнат и Брендън вкарват Оливия Дънам в резервоара с вода, за да изследват нейната способност да преминава в другата вселена. При този експеримент тя успява да премине в нашата вселена за малко и попада в магазин за сувенири. При разследването на инцидента с карантинираната зона, Оливия отново халюцинира Питър и той ѝ помага в разследването. Убеждава я, че тя е от другата вселена и ѝ казва че племенницата ѝ има рожден ден днес. След този разговор тя изявява желание да се върне отново в резервоара за още един експеримент и отново преминава в нашата вселена. Обажда се по телефона и чува гласът на племенницата си Ела. След като я изкарват от резервоара, тя лъже и казва, че този път не се е получило, а Уолтърнат и Брендън намират, че в мозъка ѝ има някакъв латентен химикал. |                                           |                                                                                                  |                 |                       |                            |
| 49 (3 – 06) | 6955 kHz                                  | Робърт Чапета и Глен Уитмън                                                                      | Джо Чапъл       | 11 ноември 2010 г.    | 7 август 2012 г.           |
| Действието се развива почти изцяло в нашата вселена. Екипът разследва феномен, причинил амнезия на хора, които са слушали радио излъчване. Уолтър продължава да пречи на Питър да работи върху частта от машината от алтернативната вселена. Оказва се че излъчванията съдържат поредица от числа, които никой дотогава не е успял да разбере от къде идват. Питър решава, че хората, които страдат от амнезия, са успели да намерят смисъл в числата, а в излъчването има скрита четота, която причинява амнезията. Междувременно Питър намира книга „Първите хора“, в която се обяснява значението на числата. Намират пръстов отпечатък в една от излъчващите кули и така откриват човека, който е отговорен за случаите. Но се оказва, че той е шейпшифтър и работи по плана на Боливия Дънам. След като е разкрит, Боливия го убива, за да прикрие следите. Агент Астрид Франсуорт открива значението на числата с помощта на книгата и се оказва, че това са координати на частите от машината на Уолтърнат. Така Боливия успява да включи и Уолтър в плана. Тя получава заповед да „започне втора фаза“. В края на епизода разбираме, че Уолтърнат вече не се нуждае от Оливия. |                                           |                                                                                                  |                 |                       |                            |
| 50 (3 – 07) | The Abducted                              | Дейвид Уилкокс и Греъм Роланд                                                                    | Чък Ръсел       | 18 ноември 2010 г.    | 8 август 2012 г.           |
| Действието се развива почти изцяло в алтернативната вселена. Отделът разследва случай на отвличане на дете. Оказва се, че престъплението е извършено от човек, който е познат с други отвличания на деца в миналото. Едно от отвлечените деца е синът на полковник Филип Бройлс. Оливия Дънам вече е сигурна, че тя не е от този свят и търси помощ от шофьора на таксито Хенри. Тя иска той да я закара с лодка близо до „Островът на свободата“, за да проникне в лабораторията на Уолтърнат и така да се прибере в нашата вселена. В процеса на разследването тя се сеща отново за стар случай от нашата вселена (от епизод 2 от сезон 1), което ѝ помага отново да реши случая. Но без да иска тя се издава пред Бройлс, като казва, че работи за ФБР, а в алтернативната вселена ФБР не съществува от около десетилетие. Бройлс говори с нея и разбира, че тя знае коя е, но я оставя да избяга. След като прониква в лабораторията, тя се прехвърля „тук“ в магазина за сувенири и успява да остави съобщение за Питър, преди да я заловят и върнат обратно „там“. В края на епизода Питър получава съобщението от Оливия, че тя е заседнала в другата вселена, докато той е с Боливия. |                                           |                                                                                                  |                 |                       |                            |
| 51 (3 – 08) | Entrada                                   | Джеф Пинкнър и Джей Ейч Уайман                                                                   | Брад Андерсън   | 2 декември 2010 г.    | 9 август 2012 г.           |
| Действието се развива едновременно и в двете вселени. След като Питър Бишъп получава анонимно обаждане през нощта със съобщение, че Оливия Дънам е заседнала в алтернативната вселена, той тества Боливия с гръцкия израз „Бъди по-добър човек от баща си“. Тя разбира, че е разкрита, отива в магазина с пишещата машина и иска изтегляне. Там тя оставя кутия на продавача и му обещава да излекуват краката му. В същото време в другата вселена Уолтърнат решава да извадят някои органи от Оливия, за да ги изследват и така да я изпратят „тук“. Отново „тук“ се оказва, че Боливия е взела част от машината на Уолтърнат. В процеса на издирване на Боливия, фриндж отделът намира магазина с пишещите машини, от където агентите от „там“ комуникират с Уолтърнат. По този начин разбират къде е отишла Боливия. „Там“ Оливия се моли на Алт-Бройлс да ѝ помогне, като му обещава, че ще намери начин да спаси и двете вселени без война. В лабораторията на Брандън и Уолтърнат намират приготвен медикамент, може би „Кортексифан“, и Алт-Бройлс я води до лабораторията в Харвард. Тя успява да премине „тук“, а Алт-Бройлс е арестуван. „Тук“ шейпшифтър подготвя Боливия за връщането ѝ „там“. На нейното място „тук“ се появява трупът на Алт-Бройлс. Един от агентите на Уолтърнат дава лекарство на продавача от магазина с пишещите машини, а той му дава кутията от Боливия, в която се оказва, че е частта от машината на Уолтърнат. |                                           |                                                                                                  |                 |                       |                            |
| 52 (3 – 09) | Marionette                                | Моника Оусу-Брийн и Алисън Шапкър                                                                | Джо Чапъл       | 9 декември 2010 г.    | 10 август 2012 г.          |
| Действието се развива в нашата вселена. Отделът разследва убийства, чийто извършител взима органи от жертвите. Оливия Дънам се връща на работа в отдела. Питър разкрива на Оливия, че е имал интимни отношения с Боливия. В процеса на разследването се разбира, че жертвите са получили органите от един и същи донор – балерина. Извършителят, който събира органите, се опитва да съживи балерината, като използва стара разработка на Уилиям Бел за реанимация. Случаят разстройва окончателно Оливия и тя се отдръпва от Питър. В края на епизода Наблюдателят наблюдава Уолтър и Питър и потвърждава, че той е все още жив. |                                           |                                                                                                  |                 |                       |                            |
| 53 (3 – 10) | The Firefly                               | Джей Ейч Уайман и Джеф Пинкнър                                                                   | Чарлс Бийсън    | 21 януари 2011 г.     | 13 август 2012 г.          |
| Действието се развива в нашата вселена. Синът на Роско Джойс, Боби Джойс, го посещава в старческия дом, но той би трябвало да е починал през 1985 година. Оказва се, че той е доведен от наблюдателя Септември, за да остави съобщение за Уолтър. Роско Джойс е музикант в любимата група на Уолтър – Violet Sedan Chair. Уолтър се заема със случая, за да помогне на Джойс да си спомни какво му е казал Боби, когато го е посетил. Оказва се, че Уолтър и Роско имат много общо в миналото си и вината на Уолтър за дадено събитие в миналото сега го застига. В същото време наблюдателите Септември и Декември се срещат, за да обсъдят събитията и техния план. Септември посещава Уолтър и така задвижва своя план. Оказва се, че схемата на наблюдателите е бил тест за Уолтър дали е готов да пожертва сина си. |                                           |                                                                                                  |                 |                       |                            |
| 54 (3 – 11) | Reciprocity                               | Джош Сингър                                                                                      | Жанот Шварц     | 28 януари 2011 г.     | 14 август 2012 г.          |
| Действието се развива в нашата вселена. Масив Дайнамик помагат на екипа да разследват машината за унищожение – артефакт, който се предполага, че е оставен от Първите хора. Уолтър се притеснява за Питър, защото го изследват, за да се разбере защо машината реагира на присъствието му. Същевременно някой убива шейпшифтъри и вади диска с информацията, събрана през съществуването им. Това допълнително натоварва екипа, докато не се стига до шокиращо разкритие. |                                           |                                                                                                  |                 |                       |                            |
| 55 (3 – 12) | Concentrate and Ask Again                 | Греъм Роланд и Матю Питс                                                                         | Денис Смит      | 4 февруари 2011 г.    | 15 август 2012 г.          |
| Действието се развива в нашата вселена. Екипът е изпратен да разследва биоатака, при която мъж бива убит и остава без нито една кост в тялото си. Заподозреният е в кома и екипът разчита на телепатичните възможности на едно от кортексифановите деца, върху които Уолтър е правил експерименти. Междувременно Нина Шарп разследва Първите хора, което отново я води при Сам Уайс. |                                           |                                                                                                  |                 |                       |                            |
| 56 (3 – 13) | Immortality                               | Дейвид Уилкокс и Итън Грос                                                                       | Брад Андерсън   | 11 февруари 2011 г.   | 16 август 2012 г.          |
| Действието се развива в алтернативната вселена. Отсъствието на алтернативния агент Бройлс има своя ефект върху екипа. Те същевременно разследват биотероризъм с насекоми, създадени и излизащи от тялото на човек. Уолтърнат е решен да спаси своята вселена, но осъзнава, че има граници, които той не би посмял да премине. |                                           |                                                                                                  |                 |                       |                            |
| 57 (3 – 14) | 6B                                        | Глен Уитман и Робърт Чапета                                                                      | Томас Ятско     | 18 февруари 2011 г.   | 17 август 2012 г.          |
| Действието се развива в нашата вселена. Екипът разследва случай, водещ овдовяла жена, а същевременно Питър и Оливия се опитват да поправят отношенията си. |                                           |                                                                                                  |                 |                       |                            |
| 58 (3 – 15) | Subject 13                                | Джеф Пинкнър, Джей Ейч Уайман и Акива Голдсман                                                   | Фредерик Той    | 25 февруари 2011 г.   | 20 август 2012 г.          |
| Сюжетът се развива и в двете вселени през 1985 г., след отвличането на Питър. |                                           |                                                                                                  |                 |                       |                            |
| 59 (3 – 16) | Os                                        | Джош Сингър и Греъм Роланд                                                                       | Брад Андерсън   | 11 март 2011 г.       | 23 август 2012 г.          |
| |                                           |                                                                                                  |                 |                       |                            |
| 60 (3 – 17) | Stowaway                                  | Джей Ейч Уайман, Джеф Пинкнър и Акива Голдсман (сюжет) Даниел Диспалтро (сценарий)               | Чарлс Бийсън    | 18 март 2011 г.       | 24 август 2012 г.          |
| |                                           |                                                                                                  |                 |                       |                            |
| 61 (3 – 18) | Bloodline                                 | Алисън Шапкър и Моника Оусу-Брийн                                                                | Денис Смит      | 25 март 2011 г.       | 27 август 2012 г.          |
| |                                           |                                                                                                  |                 |                       |                            |
| 62 (3 – 19) | Lysergic Acid Diethylamide                | Джей Ейч Уайман, Джеф Пинкнър и Акива Голдсман (сюжет) Джей Ейч Уайман и Джеф Пинкнър (сценарий) | Джо Чапъл       | 15 април 2011 г.      | 30 август 2012 г.          |
| |                                           |                                                                                                  |                 |                       |                            |
| 63 (3 – 20) | 6:02 AM EST                               | Дейвид Уилкокс, Джош Сингър и Греъм Роланд                                                       | Жанот Шварц     | 22 април 2011 г.      | 3 септември 2012 г.        |
| |                                           |                                                                                                  |                 |                       |                            |
| 64 (3 – 21) | The Last Sam Weiss                        | Моника Оусу-Брийн и Алисън Шапкър                                                                | Томас Ятско     | 29 април 2011 г.      | 4 септември 2012 г.        |
| |                                           |                                                                                                  |                 |                       |                            |
| 65 (3 – 22) | The Day We Died                           | Акива Голдсман, Джей Ейч Уайман и Джеф Пинкнър (сюжет) Джеф Пинкнър и Джей Ейч Уайман (сценарий) | Джо Чапъл       | 6 май 2011 г.         | 5 септември 2012 г.        |
| |                                           |                                                                                                  |                 |                       |                            |

## Сезон 4: 2011 – 2012
| Номер       | Заглавие                        | Сценарист(и)                                                          | Режисьор         | Първо излъчване в САЩ | Първо излъчване в България |
| ----------- | ------------------------------- | --------------------------------------------------------------------- | ---------------- | --------------------- | -------------------------- |
| 66 (4 – 01) | Neither Here Nor There          | Джей Ейч Уайман и Джеф Пинкнър                                        | Джо Чапъл        | 23 септември 2011 г.  | 30 юни 2014 г.             |
|             |                                 |                                                                       |                  |                       |                            |
| 67 (4 – 02) | One Night in October            | Алисън Шапкър и Моника Оусу-Брийн                                     | Брад Андерсън    | 30 септември 2011 г.  | 1 юли 2014 г.              |
|             |                                 |                                                                       |                  |                       |                            |
| 68 (4 – 03) | Alone in the World              | Дейвид Фюри                                                           | Мигел Сапочник   | 7 октомври 2011 г.    | 2 юли 2014 г.              |
|             |                                 |                                                                       |                  |                       |                            |
| 69 (4 – 04) | Subject 9                       | Джеф Пинкнър, Джей Ейч Уайман и Акива Голдсман                        | Джо Чапъл        | 14 октомври 2011 г.   | 3 юли 2014 г.              |
|             |                                 |                                                                       |                  |                       |                            |
| 70 (4 – 05) | Novation                        | Джей Ар Орси и Греъм Роланд                                           | Пол Холахан      | 4 ноември 2011 г.     | 4 юли 2014 г.              |
|             |                                 |                                                                       |                  |                       |                            |
| 71 (4 – 06) | And Those We've Left Behind     | Робърт Чапета и Глен Уитман                                           | Брад Андерсън    | 11 ноември 2011 г.    | 8 юли 2014 г.              |
|             |                                 |                                                                       |                  |                       |                            |
| 72 (4 – 07) | Wallflower                      | Матю Питс и Джъстин Добъл                                             | Антъни Хемингуей | 18 ноември 2011 г.    | 9 юли 2014 г.              |
|             |                                 |                                                                       |                  |                       |                            |
| 73 (4 – 08) | Back to Where You've Never Been | Дейвид Фюри и Греъм Роланд                                            | Жанот Шварц      | 13 януари 2012 г.     | 10 юли 2014 г.             |
|             |                                 |                                                                       |                  |                       |                            |
| 74 (4 – 09) | Enemy of My Enemy               | Моника Оусу-Брийн и Алисън Шапкър                                     | Джо Чапъл        | 20 януари 2012 г.     | 11 юли 2014 г.             |
|             |                                 |                                                                       |                  |                       |                            |
| 75 (4 – 10) | Forced Perspective              | Итън Грос                                                             | Дейвид Соломон   | 24 януари 2012 г.     | 15 юли 2014 г.             |
|             |                                 |                                                                       |                  |                       |                            |
| 76 (4 – 11) | Making Angels                   | Акива Голдсман, Джей Ейч Уайман и Джеф Пинкнър                        | Чарлс Бийзън     | 3 февруари 2012 г.    | 16 юли 2014 г.             |
|             |                                 |                                                                       |                  |                       |                            |
| 77 (4 – 12) | Welcome to Westfield            | Джей Ар Орси и Греъм Роланд                                           | Дейвид Стрейтън  | 10 февруари 2012 г.   | 17 юли 2014 г.             |
|             |                                 |                                                                       |                  |                       |                            |
| 78 (4 – 13) | A Better Human Being            | Алисън Шапкър и Моника Оусу-Брийн                                     | Джо Чапъл        | 17 февруари 2012 г.   | 18 юли 2014 г.             |
|             |                                 |                                                                       |                  |                       |                            |
| 79 (4 – 14) | The End of All Things           | Дейвид Фюри                                                           | Джеф Хънт        | 24 февруари 2012 г.   | 22 юли 2014 г.             |
|             |                                 |                                                                       |                  |                       |                            |
| 80 (4 – 15) | A Short Story About Love        | Джей Ейч Уайман и Греъм Роланд                                        | Джей Ейч Уайман  | 23 март 2012 г.       | 23 юли 2014 г.             |
|             |                                 |                                                                       |                  |                       |                            |
| 81 (4 – 16) | Nothing As It Seems             | Джеф Пинкнър и Акива Голдсман                                         | Фредерик Той     | 30 март 2012 г.       | 24 юли 2014 г.             |
|             |                                 |                                                                       |                  |                       |                            |
| 82 (4 – 17) | Everything In Its Right Place   | Джей Ар Орси и Мат Питс (сюжет) Дейвид Фюри и Джей Ар Орси (сценарий) | Дейвид Мокснес   | 6 април 2012 г.       | 25 юли 2014 г.             |
|             |                                 |                                                                       |                  |                       |                            |
| 83 (4 – 18) | The Consultant                  | Кристин Лаваф                                                         | Жанот Шуорц      | 13 април 2012 г.      | 28 юли 2014 г.             |
|             |                                 |                                                                       |                  |                       |                            |
| 84 (4 – 19) | Letters of Transit              | Акива Голдсман, Джеф Пинкнър и Джей Ейч Уайман                        | Джо Чапъл        | 20 април 2012 г.      | 29 юли 2014 г.             |
|             |                                 |                                                                       |                  |                       |                            |
| 85 (4 – 20) | Worlds Apart                    | Греъм Роланд (сюжет) Мат Питс и Никол Филипс (сценарий)               | Чарлс Бийзън     | 27 април 2012 г.      | 30 юли 2014 г.             |
|             |                                 |                                                                       |                  |                       |                            |
| 86 (4 – 21) | Brave New World (Part 1)        | Джей Ейч Уайман, Джеф Пинкнър и Акива Голдсман                        | Джо Чапъл        | 4 май 2012 г.         | 31 юли 2014 г.             |
|             |                                 |                                                                       |                  |                       |                            |
| 87 (4 – 22) | Brave New World (Part 2)        | Джеф Пинкнър, Джей Ейч Уайман и Акива Голдсман                        | Джо Чапъл        | 11 май 2012 г.        | 1 август 2014 г.           |
|             |                                 |                                                                       |                  |                       |                            |

## Сезон 5: 2012 – 2013
| Номер        | Заглавие                                              | Сценарист(и)                  | Режисьор                     | Първо излъчване в САЩ | Първо излъчване в България |
| ------------ | ----------------------------------------------------- | ----------------------------- | ---------------------------- | --------------------- | -------------------------- |
| 88 (5 – 01)  | Transilience Thought Unifier Model-11                 | Джей Ейч Уайман               | Жанот Шварц и Мигел Сапочник | 28 септември 2012 г.  | 28 февруари 2015 г.        |
|              |                                                       |                               |                              |                       |                            |
| 89 (5 – 02)  | In Absentia                                           | Джей Ейч Уайман и Дейвид Фюри | Жанот Шварц                  | 5 октомври 2012 г.    | 28 февруари 2015 г.        |
|              |                                                       |                               |                              |                       |                            |
| 90 (5 – 03)  | The Recordist                                         | Греъм Роланд                  | Джеф Т. Томас                | 12 октомври 2012 г.   | 28 февруари 2015 г.        |
|              |                                                       |                               |                              |                       |                            |
| 91 (5 – 04)  | The Bullet That Saved the World                       | Алисън Шапкър                 | Дейвид Стрейтън              | 26 октомври 2012 г.   | 1 март 2015 г.             |
|              |                                                       |                               |                              |                       |                            |
| 92 (5 – 05)  | An Origin Story                                       | Джей Ейч Уайман               | Пи Джей Пеши                 | 2 ноември 2012 г.     | 1 март 2015 г.             |
|              |                                                       |                               |                              |                       |                            |
| 93 (5 – 06)  | Through the Looking Glass and What Walter Found There | Дейвид Фюри                   | Джон Касар                   | 9 ноември 2012 г.     | 7 март 2015 г.             |
|              |                                                       |                               |                              |                       |                            |
| 94 (5 – 07)  | Five-Twenty-Ten                                       | Греъм Роланд                  | Ийгъл Еджилсън               | 16 ноември 2012 г.    | 7 март 2015 г.             |
|              |                                                       |                               |                              |                       |                            |
| 95 (5 – 08)  | The Human Kind                                        | Алисън Шапкър                 | Денис Смит                   | 7 декември 2012 г.    | 7 март 2015 г.             |
|              |                                                       |                               |                              |                       |                            |
| 96 (5 – 09)  | Black Blotter                                         | Кристин Кантрел               | Томи Гормли                  | 14 декември 2012 г.   | 8 март 2015 г.             |
|              |                                                       |                               |                              |                       |                            |
| 97 (5 – 10)  | Anomaly XB-6783                                       | Дейвид Фюри                   | Джефри Хънт                  | 21 декември 2012 г.   | 8 март 2015 г.             |
|              |                                                       |                               |                              |                       |                            |
| 98 (5 – 11)  | The Boy Must Live                                     | Греъм Роланд                  | Пол Холахан                  | 11 януари 2013 г.     | 14 март 2015 г.            |
|              |                                                       |                               |                              |                       |                            |
| 99 (5 – 12)  | Liberty                                               | Алисън Шапкър                 | Пи Джей Пес                  | 18 януари 2013 г.     | 14 март 2015 г.            |
|              |                                                       |                               |                              |                       |                            |
| 100 (5 – 13) | An Enemy of Fate                                      | Джей Ейч Уайман               | Джей Ейч Уайман              | 18 януари 2013 г.     | 14 март 2015 г.            |
|              |                                                       |                               |                              |                       |                            |